# Angola Air Charter
Angola Air Charter ist eine angolanische Charterfluggesellschaft mit Sitz in Luanda und Basis auf dem Aeroporto Internacional Quatro de Fevereiro.

## Geschichte
Die Angola Air Charter wurde 1987 als Tochter der TAAG Angola Airlines gegründet. Sie steht auf der Liste der Betriebsuntersagungen für den Luftraum der Europäischen Union.

## Flugziele
Die Angola Air Charter bedient im Charterdienst diverse Ziele in Afrika. In Europa wurden früher hauptsächlich Belgien, Niederlande, Großbritannien und die Sowjetunion angeflogen.

## Flotte
Mit Stand September 2022 besteht die Flotte der Angola Air Charter aus einer Antonow An-72 und einer Antonow An-12.

## Zwischenfälle

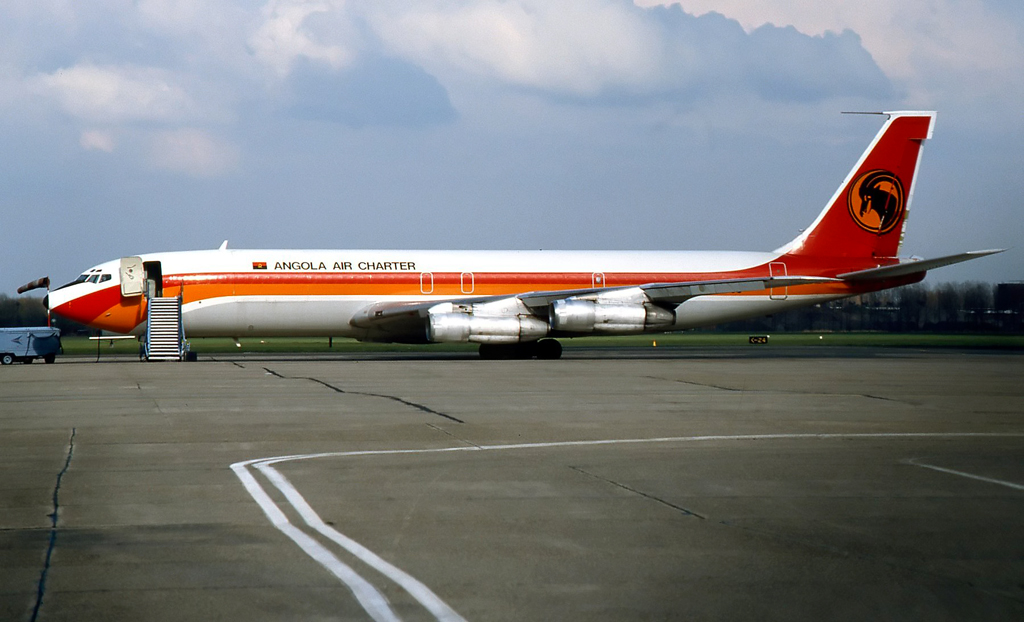
Die am 21. Juli 1988 verunglückte Boeing 707-300 (Kennzeichen D2-TOV)

Von 1988 bis Oktober 2020 kam es bei Angola Air Charter zu 7 Totalschäden von Flugzeugen. Bei zwei davon kamen 16 Menschen ums Leben. Auszüge:
- Am 21. Juli 1988 verunglückte ein Frachtflugzeug des Typs Boeing 707-300 (Kennzeichen D2-TOV) mit sechs Mann Besatzung im Landeanflug auf Lagos; niemand überlebte (siehe auch Flugunfall einer Boeing 707 der Angola Air Charter bei Lagos).[4]

- Am 5. Januar 1990 wurde eine Lockheed L-100 Hercules (Kennzeichen D2-THB)  mit sieben Personen an Bord nach dem Start vom Flughafen Menongue von einer Boden-Luft-Flugabwehrrakete getroffen. Die Hercules konnte zum Flughafen zurückkehren, wurde jedoch zerstört.[5]

- Am 7. April 1994 entzündeten sich die Bremsen einer Lockheed L-100 Hercules (Kennzeichen D2-THC) nach der Landung. Die Maschine wurde durch Feuer zerstört.[6]

- Am 31. Januar 1995 verunglückte während eines Frachtflugs eine Boeing 727-100 (Kennzeichen D2-TJB) bei der Landung auf dem Flughafen Huambo. Die dreiköpfige Besatzung blieb unverletzt; das Flugzeug wurde irreparabel beschädigt.[7]

- Am 19. August 1997 verunglückte eine Boeing 727-100 (Kennzeichen D2-TJC) bei der Landung auf dem Flugplatz Lucapa.[8]

- Am 10. Mai 2001 verunglückte eine Boeing 727-100 (Kennzeichen D2-FCK) bei der Landung am Flughafen Nzagi. Alle elf Insassen überlebten; die Maschine war nicht mehr reparabel.[9]